# Антонија Куцлар
Антонија Куцлар (Лесно Брдо, код Љубљане, 2. јануар 1896 — Љубљана, 3. септембар 1942) била је учесница Народноослободилачке борбе и народни херој Југославије.

## Биографија
Рођена је 2. јануара 1896. у Лесном Брду, код Љубљане. Бавила се земљорадњом.
Антонија, као и цела њена породица су од почетка окупације сарађивали у Народноослободилачкој борби. У њиховој кући је било складиште оружја и муниције за потребе партизанских војника. Такође је за њих обезбеђивала и храну. У свом и у околним селима је организовала жене да помажу партизанским борцима својим прилозима и давањем склоништа.
Италијански војници су је ухапсили 26. августа 1942. године и одвели у љубљански затвор. Тамо су је испитивали, мучили и потом 3. септембра 1942. године стрељали у Грамозној јами. Сахрањена је на гробљу у Љубљани с осталим таоцима.
У Народноослободилачкој борби народа Југославије погинуло је и пет Антонијиних синова.
Указом председника ФНР Југославије Јосипа Броза Тита 21. јула 1953. проглашена је за народног хероја.
Занимљиво је да је она једина жена народни херој из Словеније која није припадала Комунистичкој партији Југославије.